# Indischer Igel
Der Indische Igel (Paraechinus micropus) ist eine Art der Wüstenigel innerhalb der Igel (Erinaceidae), die im südöstlichen Pakistan (Sindh, Südosten von Punjab und der äußerste Nordosten von Belutschistan) und im nordwestlichen Indien (Gujarat, westliches Rajasthan und der äußerste Nordwesten von Maharashtra) vorkommt.

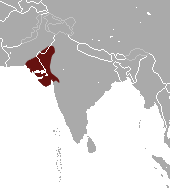
Das Verbreitungsgebiet im südöstlichen Pakistan und nordwestlichen Indien

## Merkmale
Der Indische Igel erreicht eine Kopf-Rumpf-Länge von 13 bis 23 Zentimetern, hat einen spärlich behaarten Schwanz von 1,0 bis 4,0 Zentimeter Länge und ein Gewicht von 300 bis 600 Gramm. Die Hinterfüße haben eine Länge von 24 bis 26 Millimeter und die über die Stacheln hinaus ragenden Ohren sind 26 bis 32 Millimeter lang. Die Art ist also relativ klein. Sie hat einen runden Körper, kurze Beine mit kleinen Füßen und kurzen Krallen und eine spitze Schnauze. Farblich ist der Indische Igel sehr variabel und es gibt sowohl Schwärzlinge als auch Albinos. Der vordere Kopf und die Beine sind dunkel. Stirn und Wangen sind grauweiß. Tönung und Ausdehnung des dunklen Kopfbereichs sind individuell verschieden. Die Stacheln sind 19 bis 23 Millimeter lang, haben eine raue Oberfläche und eine Rille in Längsrichtung. Sie können hell (weiß oder gelb) und dunkel (dunkelbraun oder schwarz) gebändert sein aber normalerweise dominiert eine der Farben. Es gibt auch Exemplare mit rotgoldenen getönten Stacheln. Die Spitzen sind cremefarben bis weißlich. Die Bauchseite der Tiere ist weißlich oder dunkelbraun oder beide Farben bilden ein Fleckenmuster. Der Karyotyp besteht aus einem Chromosomensatz von 2n=48 Chromosomen.

## Lebensraum und Lebensweise
Der Indische Igel lebt in Wüsten und anderen trockenen Landschaften mit sandigem Boden, in halbtrockenem Buschland in Trockenwäldern und auf Agrarflächen aber auch in einigen Regionen, die vom Monsun beeinflusst werden. Er ist nachtaktiv und weitgehend standorttreu. Den Tag verbringen die Tiere in Höhlen im Erdboden oder versteckt in Büschen oder menschlichem Abfall. Er verwendet auch Höhlen die von anderen Tieren gegraben wurden, darunter auch die des Indischen Langohrigels (Hemiechinus collaris) und manchmal benutzt beide Arten die gleiche Höhle zur selben Zeit. Abgesehen von Müttern mit ihren Jungtieren benutzt jedoch nur ein Indischer Igel dasselbe Loch zur gleichen Zeit.
Der Indische Igel ernährt sich vor allem von Insekten, wobei Mistkäfer besonders häufig verspeist werden. Außerdem frisst der Indische Igel Walzenspinnen, Skorpione, Frösche und Kröten, kleine Schlangen und Echsen, die Eier bodenbrütender Vögel, kleine Nagetiere und die Früchte der Chinesischen Jujube (Ziziphus jujuba). Beutetiere werden mit den Vorderpfoten auf den Boden gedrückt während der Igel sie am Hinterende beginnend auffrisst. In menschlicher Obhut gehaltene Indische Igel kamen vier bis sechs Wochen ohne Wasser aus.
Der Indische Igel vermehrt sich in der Monsunzeit von April bis September, wobei die Jungen zur Zeit des größten Insektenreichtums von Juli bis September geboren werden. Ein Weibchen bekommt wahrscheinlich nur ein Mal im Jahr ein bis zwei, in seltenen Fällen aber bis zu sechs Jungtiere, die bei der Geburt 47 bis 54 Millimeter lang sind. Männchen sind polygyn.

## Gefährdung und Schutz
Die Art wird von der International Union for Conservation of Nature and Natural Resources (IUCN) als ungefährdet (Least Concern) gelistet. Sie ist noch relativ häufig, regionale Populationen können jedoch wegen der fortschreitenden Wüstenbildung oder der Ausdehnung von Agrarflächen bedroht sein.